# 少年宫园厅
少年宫园厅，位于中国广东省茂名市茂名市红旗南路161号，为茂名市的一个市、县级文物保护单位，类型为近现代重要史迹及代表性建筑，公布时间为2000年11月1日。
少年宫园厅的历史年代为1958。